# یواس‌اس شامپیون (ای‌ام-۳۱۴)
یواس‌اس شامپیون (ای‌ام-۳۱۴) (به انگلیسی: USS Champion (AM-314)) یک کشتی است که طول آن ۲۲۱ فوت ۳ اینچ (۶۷٫۴۴ متر) می‌باشد. این کشتی در سال ۱۹۴۲ ساخته شد.